# NX-OS
NX-OS è un sistema operativo prodotto da Cisco Systems per i dispositivi operanti nei data center. In particolare, NX-OS è il sistema operativo impiegato negli switch di rete Cisco della serie Nexus. La versione corrente di NX-OS è 6.0.
Basato sul kernel Linux, è progettato per facilitare la virtualizzazione di VRF ovvero Virtual Routing and Forwarding attraverso ambienti di contesto di esecuzione totalmente indipendenti fra loro chiamati VDC ovvero Virtual Device Context. Grazie all'ottimizzazione degli ambienti di contesto di esecuzione nella virtualizzazione dei VRF, NX-OS offre una massimizzazione di uptime e affidabilità.